# رولاند توريس
رولاند توريس (بالإسبانية: Rolando Torres)‏ (21 ديسمبر 1982 في السلفادور - ) هو لاعب كرة قدم سلفادوري في مركز حراسة المرمى. شارك مع منتخب السلفادور لكرة القدم. أما مع النوادي، فقد لعب مع نادي أليانزا ‏ وC.D. Fuerte San Francisco ‏ وليمنيو ديبورتيفو ‏ ونادي أكويلا.

## وصلات خارجية
- رولاند توريس على موقع ناشيونال فوتبول تيمز (الإنجليزية)
- رولاند توريس على موقع Soccerway.com (الإنجليزية)